# Vol Widerøe 710
Le vol Widerøe 710, également connu sous le nom d'accident de Torghatten (Torghatten-ulykken), implique un vol régional régulier assuré par un De Havilland Canada Dash 7, qui s'est écrasé le 6 mai 1988, à 20 h 29, sur le flanc de la montagne Torghatten, lors de son approche finale vers l'aéroport de Brønnøysund, en Norvège. Les 36 passagers et membres d'équipage à bord ont tous été tuées, ce qui en fait le pire accident aérien impliquant un Dash 7 et le plus meurtrier jamais survenu dans le nord de la Norvège.

## Avion et équipage
L'appareil accidenté était un De Havilland Canada DHC-7-102, un quadrimoteur à turbopropulseur construit en 1980. Il a été acheté d'occasion par la compagnie norvégienne Widerøe en 1985 et immatriculé LN-WFN (numéro de série 28) le 8 novembre 1985. Son certificat de navigabilité a été renouvelé pour la dernière fois le 4 novembre 1987 et était valide jusqu'au 30 novembre 1988. Cet avion a effectué 16 934 heures de vol et 32 347 cycles de vol (décollage/atterrissage) avant le jour du crash.
Le commandant de bord était Bjørn Hanssen (58 ans). Il a obtenu sa licence de pilote en 1949 et travaillait pour Widerøe depuis le 1er avril 1960. Au moment de l'accident, il totalisait 19 886 heures de vol, dont 2 849 heures sur Dash 7. Il a suivi une formation de pilotage périodique sur le Dash 7 le 8 mars 1988, deux mois avant le crash. Il venait de rentrer en Norvège après six semaines de vacances en Espagne.
Le premier copilote était Johannes Andal (31 ans). Il a commencé sa formation de pilote en 1977 et l'a achevée aux États-Unis en 1979. Il a été embauché comme pilote chez Widerøe le 6 février 1986, principalement sur le De Havilland Canada DHC-6 Twin Otter. Il a été certifié comme copilote sur le Dash 7 en février 1988. Il totalisait 6 458 heures de vol, dont seulement 85 heures sur Dash 7, le jour de l'accident.
L'unique hôtesse de l'air en cabine, âgé de 28 ans, travaillait pour la compagnie aérienne depuis 1983.

## Déroulement du vol
Le vol 710 devait relier Trondheim à Bodø, avec plusieurs escales prévues à Høknesøra (en), Brønnøy et Stokka. Il a décollé de l'aéroport de Trondheim Værnes à 19 h 23, après un retard de 90 min causé par des problèmes techniques avec un autre avion. Il y avait un équipage de trois personnes : un commandant de bord, un copilote et une hôtesse de l'air. Le vol était alors complet et un strapontin dans le poste de pilotage a donc été utilisé par un passager, portant à 52 le nombre de personnes présentes à bord.
L'avion a d'abord fait escale à l'aéroport de Namsos (en), situé à Høknesøra, où seize passagers ont débarqué. Le nombre de passagers à bord a ainsi été réduit à 33, mais le passager occupant le strapontin du cockpit y est resté lors de la portion suivante du trajet. Le commandant de bord est alors le pilote en fonction (PF) pour ce segment du vol. L'avion a décollé d'Høknesøra à 20 h 07 et a contacté le centre du contrôle aérien (ATC) de Trondheim à 20 h 13 pour obtenir l'autorisation de monter au niveau de vol FL 90 (9 000 pieds, 2 700 m), autorisation qui a été accordée par l'ATC.
Pendant le vol, le passager assis sur le strapontin a eu une conversation avec le commandant de bord et lui a posé plusieurs questions concernant les différentes opérations de vol. Le copilote n'a pas participé à cette discussion, et c'est lui qui a établi le contact radio avec le contrôle aérien et le centre des opérations de Widerøe.

### Approche
Le copilote a contacté la compagnie aérienne à 20 h 16 et a informé qu'ils prévoyaient d'arriver à 20 h 32. À 20 h 20, l'équipage a demandé à l'ATC de Trondheim la permission de passer à l'Aerodrome Flight Information Service (AFIS) de l'aéroport de Brønnøysund, qui le lui a accordé. Il a ensuite annoncé qu'il allait commencer la descente et passerait à l'AFIS de Brønnøysund. Le contact a été établi à 20 h 22, heure à laquelle le vol 710 a annoncé qu'il se trouvait à 25 NM (46 km) de l'aéroport et au FL 80 (8 000 pieds, 2 400 m). L'AFIS a informé qu'il n'y avait aucun autre avion présent dans la zone et que la piste 22 était disponible ; le vent était de 5 nœuds (9 km/h) en provenance du sud-est, la visibilité était de 5 NM (9 km), avec également une légère averse et une température de 6 °C (43 °F). À 20 h 23, le copilote a eu une conversation de 62 secondes avec la compagnie aérienne pour commander un taxi pour l'un des passagers, afin qu'il puisse rejoindre sa correspondance.
Le commandant de bord a demandé la check-list pour la descente à 20 h 24. Le voyant indiquant l'attache de la ceinture de sécurité s'est allumé et l'hôtesse de l'air a commencé à préparer la cabine pour l'atterrissage. Le commandant de bord, dans le cadre de la liste de contrôle, a informé le copilote qu'ils descendraient à 1 500 pieds (460 m) à Torghatten, puis à 550 pieds (170 m). S'en est suivie une conversation partiellement inaudible entre le commandant de bord et le copilote, lui demandant notamment s'ils devaient faire le plein de carburant, puis une conversation inaudible entre le commandant de bord et le passager sur le strapontin. La direction du radiophare omnidirectionnel VHF (VOR) et du dispositif de mesure de distance (DME) à l'aéroport de Brønnøysund a été vérifiée à 20 h 26.
La liste de vérification pour l'approche a débuté à 20 h 27, heure à laquelle l'avion a atteint 1 600 pieds (500 m). Le premier point de la check-list était illisible, contrairement aux trois derniers. Le commandant de bord a ensuite demandé que les volets et le train d'atterrissage soient sortis, ce que le copilote a immédiatement effectué, permettant ainsi au Dash 7 de gagner 230 pieds (70 m) d'altitude. Le verrouillage du train d'atterrissage a été confirmé une minute plus tard. Quelques secondes plus tard, le passager dans le cockpit a demandé au commandant de bord s'il existait des systèmes de secours pouvant être utilisés en cas de mauvais déploiement du train d'atterrissage. À ce moment, l'avion a poursuivi sa descente depuis l'altitude de 1 600 pieds.
L'AFIS a demandé la position du vol 710 à 20 h 28, et le copilote a répondu qu'il se trouvait à 8 NM (15 km). Il a demandé à l'AFIS une vérification concernant la vitesse et la direction du vent, et celui-ci a répondu qu'il venait du 220° et soufflait à 8 nœuds (15 km/h) ; le copilote a confirmé l'information peu de temps après. Le vol 710 a atteint une altitude de 560 pieds (170 m) et est resté à cette altitude pendant le reste du vol. Une brève conversation a été engagée par le passager dans le cockpit puis, trois secondes plus tard, le commandant de bord a demandé « volets à 25° et hélices au maximum ». Ceci a été confirmé par le copilote deux secondes plus tard. La liste de vérifications avant l'atterrissage a été effectuée à 20 h 29. Le pilote automatique a été activé 25 secondes après le décollage de l'aéroport de Namsos et a été utilisé pendant le reste du vol.

### Accident
À partir de 20 h 29 min 21 sec, la puissance générées par les quatre moteurs a augmenté et, juste avant le crash, l'angle d'incidence de l'avion est passé de -2,5° à 5°. Puis, l'avertisseur de proximité du sol (GPWS) émet une alarme « Minimum », indiquant que l'avion a atteint l'altitude minimale de sécurité. Le vol 710 s'est écrasé sur le flanc ouest de Torghatten quelques secondes plus tard, à une altitude de 557 pieds (170 m).
L'avion a percuté la montagne à un angle de 15 à 20°, avec le flanc droit tourné vers la montagne. Le Dash 7 montait en suivant une pente de montée d'environ 7°. L'extrémité de l'aile droite a été la première à heurter la montagne, suivie du moteur n°4 (le plus à droite). L'appareil s'est ensuite disloqué sous la violence du choc et a explosé, et la majorité des débris a dévalé le long de la pente.
Le lieu du crash est situé à 5 NM (9 km) au sud-ouest de l'aéroport de Brønnøysund. La montagne culmine à une hauteur de 889 pieds (271 m). L'avion a percuté le versant ouest de la montagne, à un endroit où l'inclinaison du terrain est de 40°. L'axe de la trajectoire d'approche se trouve à 2 600 pieds (800 m) de Torghatten. Les restes de l'épave se sont dispersés sur une zone comprise entre 200 et 330 pieds (60 à 100 m) en dessous du point d'impact.

## Recherche et sauvetage
L'AFIS a tenté à plusieurs reprises de contacter l'avion. Elle a reçu un appel d'un habitant proche de Torghatten, indiquant avoir entendu un bruit d'avion suivi d'une explosion. Les pompiers de Brønnøysund et un hélicoptère avec un médecin ont été dépêchés sur place. Les opérations de sauvetage ont été rendues difficiles par des nuages à basse altitude. Le terrain était accidenté et le diminution de la lumière du jour a compliqué l'intervention.
À 21 h 25, un hélicoptère transportant du personnel médical et des responsables de l'aéroport est arrivé sur le site de l'accident, tandis qu'un point de rencontre pour les familles des victimes a été établi à l'aéroport.
À 23 h 30, la police a déclaré qu'il n'y avait aucun espoir de retrouver des survivants. En raison du brouillard, il n'a été possible de vérifier que toutes les occupants de l'avion avaient été tuées que le lendemain du crash. Soixante-quinze soldats de la garde nationale norvégienne ont également participé au sauvetage.

## Enquête
L'enquête a été menée par le Statens havarikommisjon for transport (SHT), avec l'assistance du service national des enquêtes criminelles (en) norvégien et de plusieurs représentants de Widerøe. Six autres personnes nommées par le Bureau de la sécurité des transports du Canada (BST), dont des représentants de De Havilland Canada et de Pratt & Whitney Canada, ont également été dépêchées pour contribuer aux investigations.
Le système VOR/DME a été testé par l'Administration de l'aviation civile norvégienne le 7 mai et s'est avéré fonctionnel ; les investigations techniques ont débuté le 9 mai. L'avion était équipé d'un enregistreur de paramètres (FDR) et d'un enregistreur phonique (CVR). Tous deux ont été retrouvés intacts sur le site du crash et décodés au Royaume-Uni par l'Air Accidents Investigation Branch (AAIB). Une mauvaise utilisation du microphone a rendu difficile l'audition de la voix du commandant de bord, mais il a été possible de reconstituer les conversations dans le cockpit et le déroulement des événements.
La commission a conclu que la dernière partie de l'approche finale a commencé trop tôt ; l'appareil est descendu de 1640 à 560 pieds (500 à 170 m) à 8 NM (15 km) de l'aéroport, alors qu'il devait se trouver à environ 4 NM (7,4 km) une fois la descente effectuée. L'avion s'est donc retrouvé en-dessous de l'altitude minimale de sécurité et s'est écrasé contre le relief. Aucune raison précise n'a été trouvée pour cette approche anticipée, malgré plusieurs manquements aux réglementations et procédures de la part des pilotes. L'avion ne présentait aucune anomalie sur le plant technique, et les pilotes en avaient la maîtrise totale au moment de l'impact, ce qui en fait un impact sans perte de contrôle.
L'enquête a également révélé plusieurs lacunes dans les procédures d'exploitation de la compagnie aérienne, en particulier le manque de communication adéquate dans le poste de pilotage et le contrôle mutuel des plans de descente et d'approche. Les différents plans de vol rendaient souvent le contrôle mutuel des procédures peu pratique, et ceux-ci étaient fréquemment ignorés par les pilotes.
De plus, la compagnie aérienne avait choisi, à l'époque, de ne pas suivre la règle du cockpit stérile et un des passagers était assis sur le strapontin dans le cockpit pendant tous le vol, en raison du fait que l'avion était bondé lors du décollage à Trondheim. Les enquêteurs ont estimés que la conversation entre ce passager et le commandant de bord a détourné son attention et sa concentration de ses fonctions à un moment critique du vol. Cela a également perturbé la communication entre les deux pilotes, ainsi que le contrôle mutuel des différentes taches à effectuer pour l'approche.
La commission d'enquête a également constaté un manque de formation appropriée des pilotes dans la compagnie aérienne, notamment en raison de l'absence de simulateur de vol pour le Dash 7. Le vol 710 est alors le deuxième des quatre accidents mortels impliquant un appareil de Widerøe survenu entre 1982 et 1993, qui ont tous révélé de multiples lacunes liées au contrôle interne de la compagnie aérienne.

## Conséquences
À la suite de cet accident, la commission a recommandé à Widerøe de mettre à jour ses cartes d'approche pour l'aéroport de Brønnøysund, de revoir et d'améliorer ses procédures d'atterrissage, d'améliorer ses procédures de contrôle interne pour garantir que les pilotes respectent la réglementation des opérations aériennes de la compagnie aérienne et d'introduire la règle du cockpit stérile dans la formation de ses équipages.
La commission a également recommandé à l'Administration de l'aviation civile norvégienne (NCAA) de modifier les trajectoires de vol à destination de Brønnøysund, afin d'augmenter l'altitude minimale de sécurité autour de Torghatten.